# Geras (gemeente)
Geras is een gemeente in de Oostenrijkse deelstaat Neder-Oostenrijk, gelegen in het district Horn (HO). De gemeente heeft ongeveer 1400 inwoners.

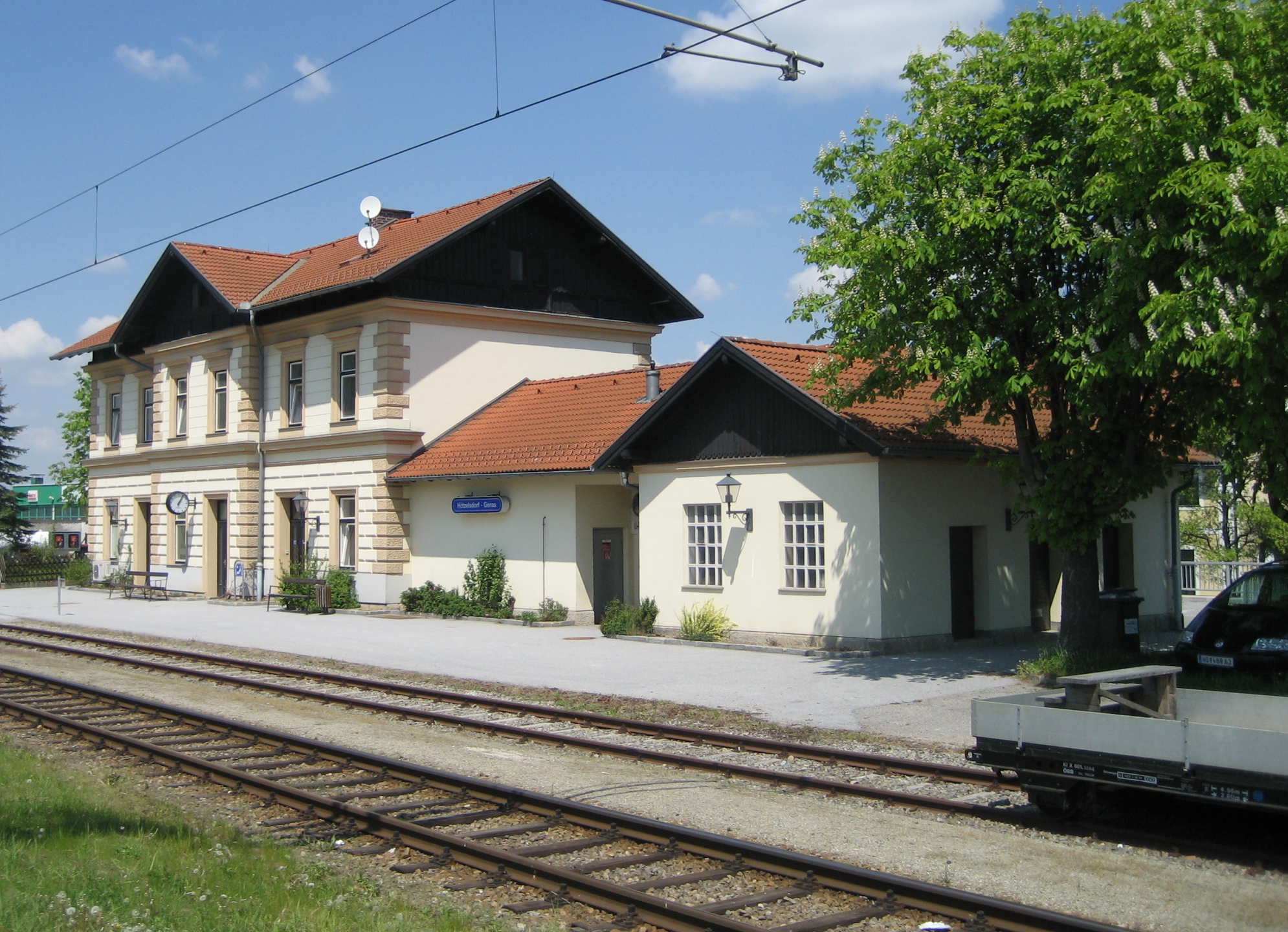
Station Hoetzelsdorf-Geras
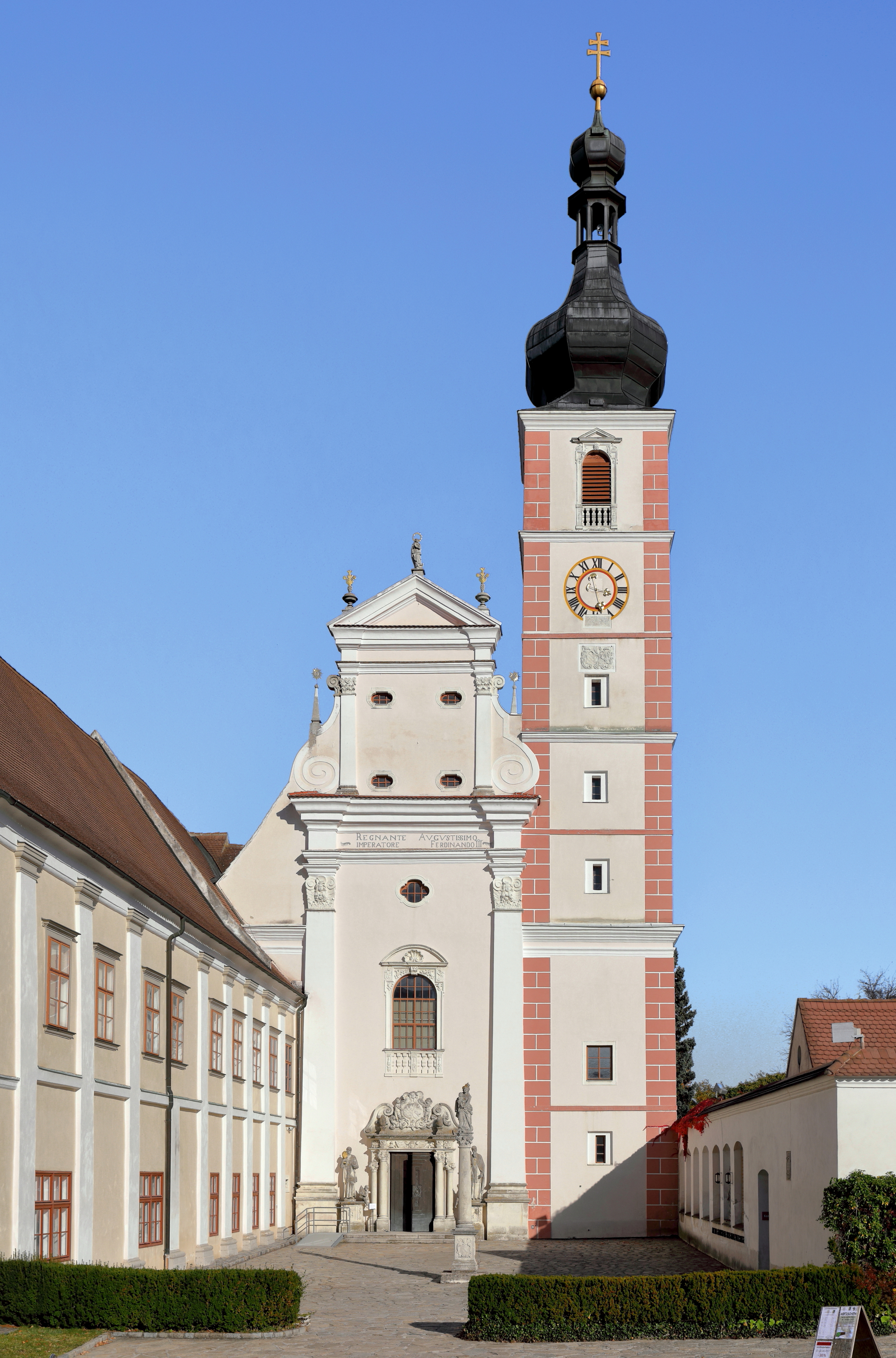
Kerk in Geras

## Geografie
Geras heeft een oppervlakte van 67,66 km². Het ligt in het noordoosten van het land, ten noordwesten van de hoofdstad Wenen en iets ten zuiden van de grens met Tsjechië.